# Interstate 80
La Interstate 80 (abbreviata spesso con I-80) è una Interstate Highway sull'asse est-ovest degli Stati Uniti d'America, attraversandoli da costa a costa. Inizia nel centro di San Francisco, in California e termina a Teaneck nel New Jersey, all'interno dell'area metropolitana di New York. Attraversa molte importanti città tra cui Oakland, Sacramento, Reno, Salt Lake City, Omaha, Des Moines e Toledo, passando entro 16 km (10 miglia) dalle metropoli di Chicago e New York City.

## Descrizione
Inaugurata nel 1956, ha una lunghezza di 4671 km ed è la seconda più lunga Interstate degli Stati Uniti dopo la I-90 (4991 km da Seattle a Boston). Ha caratteristiche simili ad una autostrada, ma come per le altre Interstates è per la maggior parte di libero accesso ed attraversa in diversi casi il centro delle città.
La I-80 segue per lunghi tratti il percorso della storica Lincoln Highway, inaugurata nel 1913 e prima strada ad attraversare gli Stati Uniti dalla costa atlantica alla costa del Pacifico. Negli Stati Uniti occidentali segue spesso il tracciato di altre strade storiche: la Oregon Trail, attraverso il Wyoming e il Nebraska, e la California Trail attraverso il Nevada e la California. Da San Francisco a Chicago la I-80 fiancheggia per lunghi tratti la First Transcontinental Railroad, la prima ferrovia dell'Ovest degli Stati Uniti; in Nevada segue anche tratti del Central Corridor, linea ferroviaria che taglia lo stato. Dalla città di Lake Station (Indiana) a Elyria (Ohio) coincide, per una lunghezza di 460 km, con la Interstate 90.
La maggior parte della I-80 è di libero accesso (Freeway), ma dall'uscita di Chicago-Est a Youngstown nell'Ohio (circa 600 km) è a pagamento (Toll Highway). Vi sono anche alcuni ponti soggetti a pedaggio, tra cui quello sul fiume Delaware, che collega il New Jersey con la Pennsylvania.
La Interstate 80 è amministrata dalla Federal Highway Administration, una sezione del Dipartimento dei trasporti degli Stati Uniti.

## Percorso

### California
La I-80 inizia all'incrocio con la US Route 101 a San Francisco, nel distretto di Showplace Square. Attraversa il Bay Bridge fino a Oakland. Da qui si dirige verso nord-est attraversando Vallejo, Sacramento e la Sierra Nevada, per poi entrare in Nevada. 

### Nevada
In Nevada la I-80 corre nella parte settentrionale dello stato. Serve l'area metropolitana di Reno e attraversa le città di Fernley, Lovelock, Winnemucca, Battle Mountain, Elko, Wells e West Wendover. La I-80 segue il percorso dei fiumi Truckee e Humboldt, utilizzati come via di trasporto sin dalla corsa all'oro californiana nell'Ottocento. 

### Utah
Dopo aver attraversato il confine a Wendover, la I-80 entra in Utah ed attraversa la Bonneville Salt Flats ad ovest del Gran Lago Salato. Questo tratto di autostrada è estremamente piano e diritto. 
Ad est delle saline, la I-80 costeggia la zona meridionale del Grande Lago Salato e prosegue attraverso Salt Lake City dove si congiunge con la I-15 per circa 4,8km (3 miglia) prima di entrare nella Wasatch Range ad est della città. Sale sul Parleys Canyon, passando a poche miglia da Park City, continuando fino all'incrocio con la I-84. Da qui prosegue sull'Echo Canyon verso Evanston, al confine con il Wyoming. 

### Wyoming
Nel Wyoming la I-80 raggiunge la sua massima elevazione (2.630 metri sopra il livello del mare) a Sherman Summit, vicino a Buford. Verso ovest passa poi attraverso l'arido Deserto Rosso e sopra lo spartiacque continentale.
Nel complesso, la I-80 collega la capitale Cheyenne con diverse città minori del Wyoming, tra cui Evanston, Green River, Rock Springs, Rawlins e Laramie. 

## Principali città attraversate
- San Francisco, California
- Sacramento (capitale della California)
- Reno, Nevada
- Salt Lake City (capitale dello Utah)
- Cheyenne (capitale del Wyoming)
- North Platte, Nebraska
- Lincoln (capitale del Nebraska)
- Omaha, Nebraska
- Des Moines (capitale dell'Iowa)
- Davenport, Iowa
- Chicago, Illinois
- Gary, Indiana
- Toledo, Ohio
- Cleveland, Ohio
- Williamsport (Pennsylvania)
- Hazleton, Pennsylvania
- Delaware Water Gap, Pennsylvania
- Teaneck, New Jersey

## Galleria d'immagini

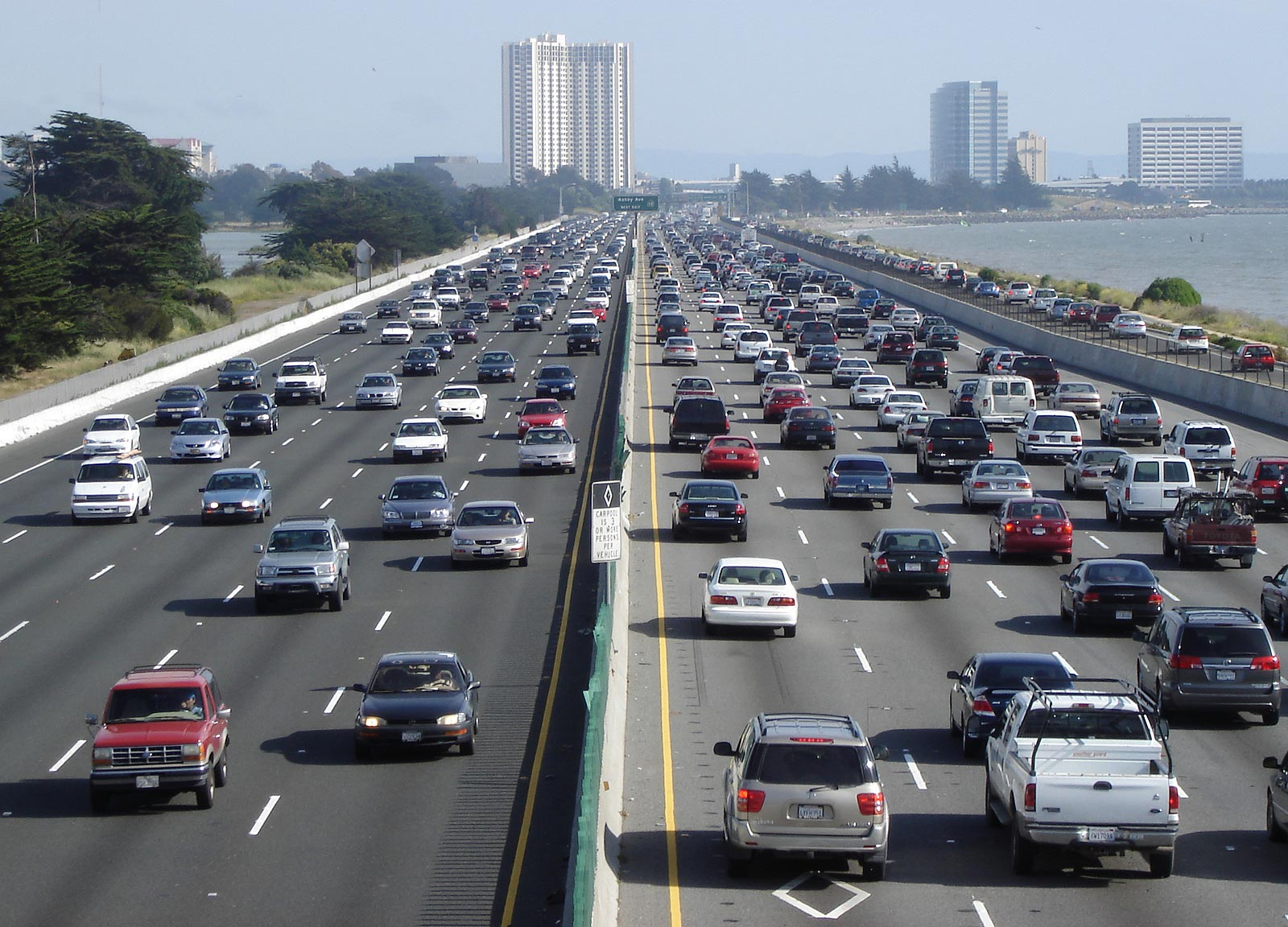
La I-80 alla periferia di San Francisco
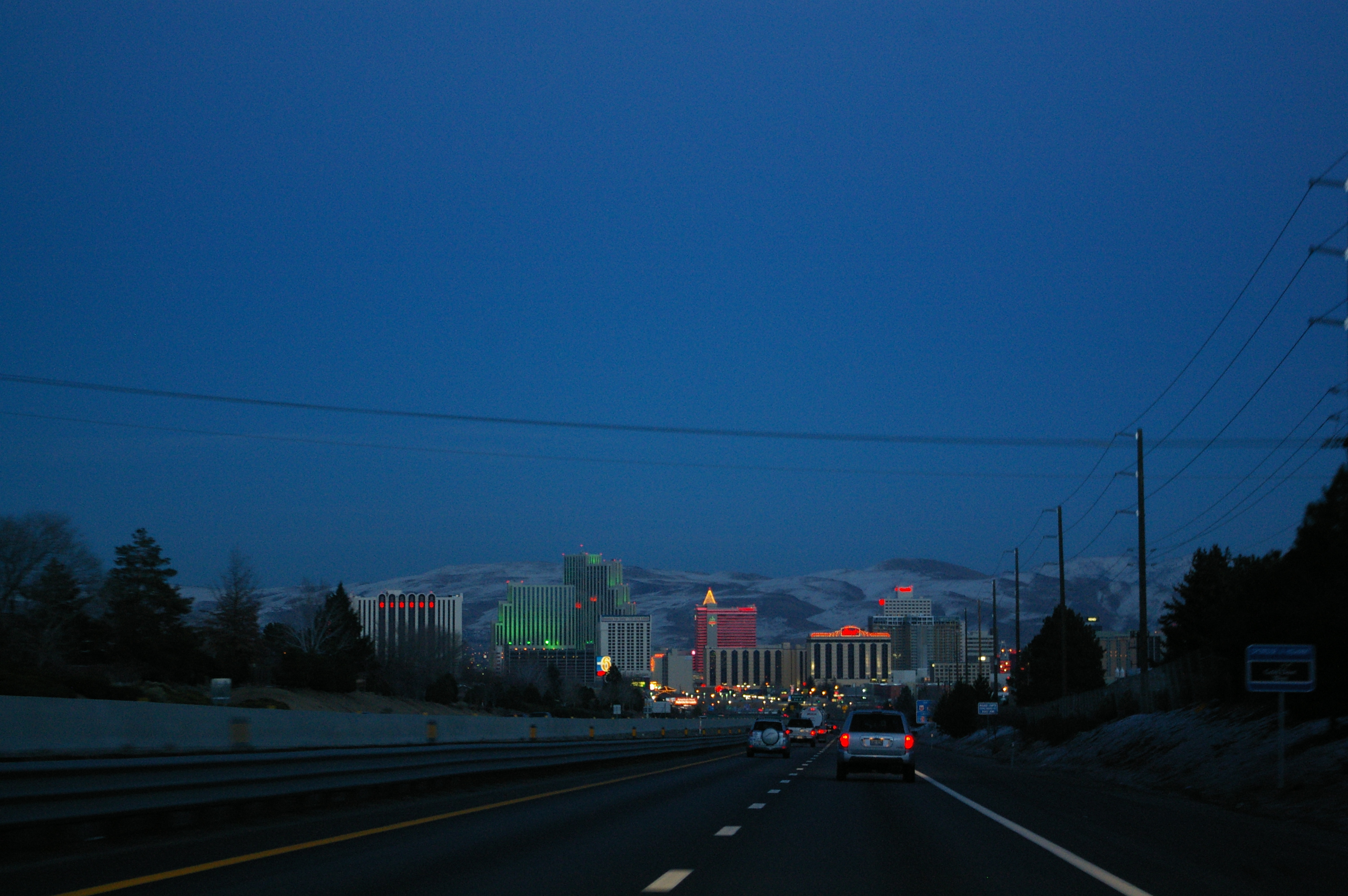
La I-80 scende dalla Sierra Nevada verso Reno (Nevada)
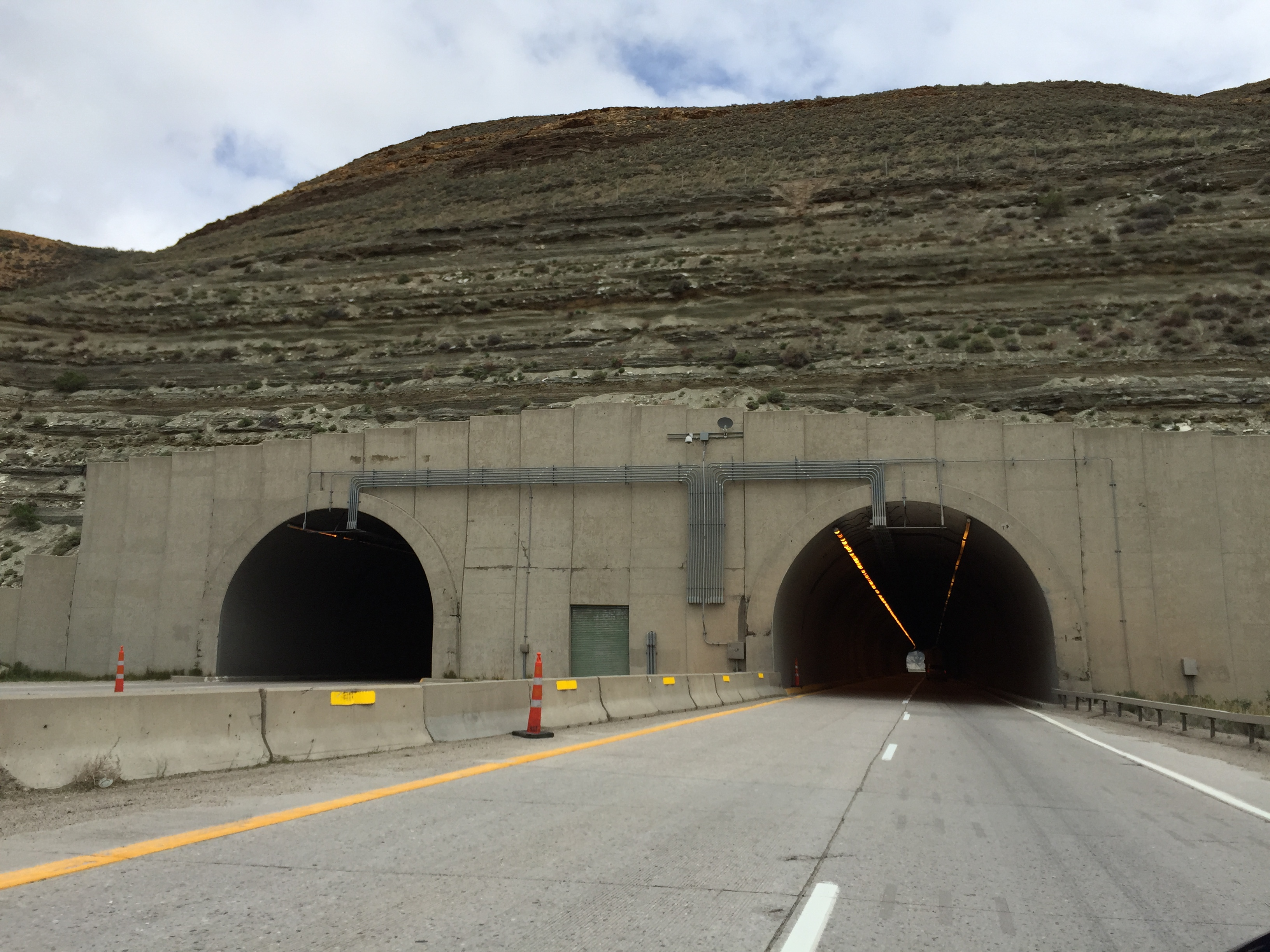
Tunnel lungo la I-80 a Green River (Wyoming)
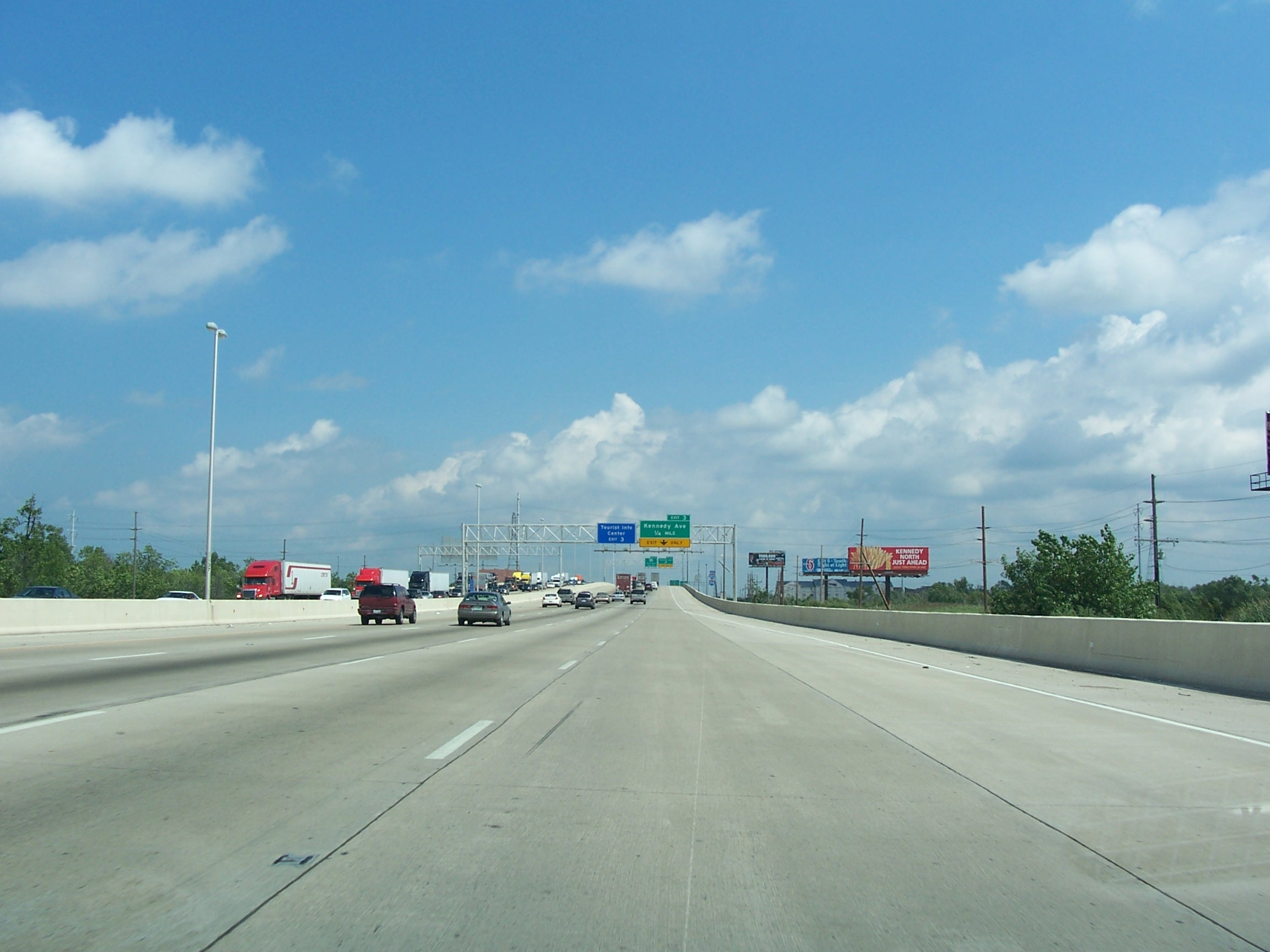
La I-80 nei pressi di Hammond (Indiana)
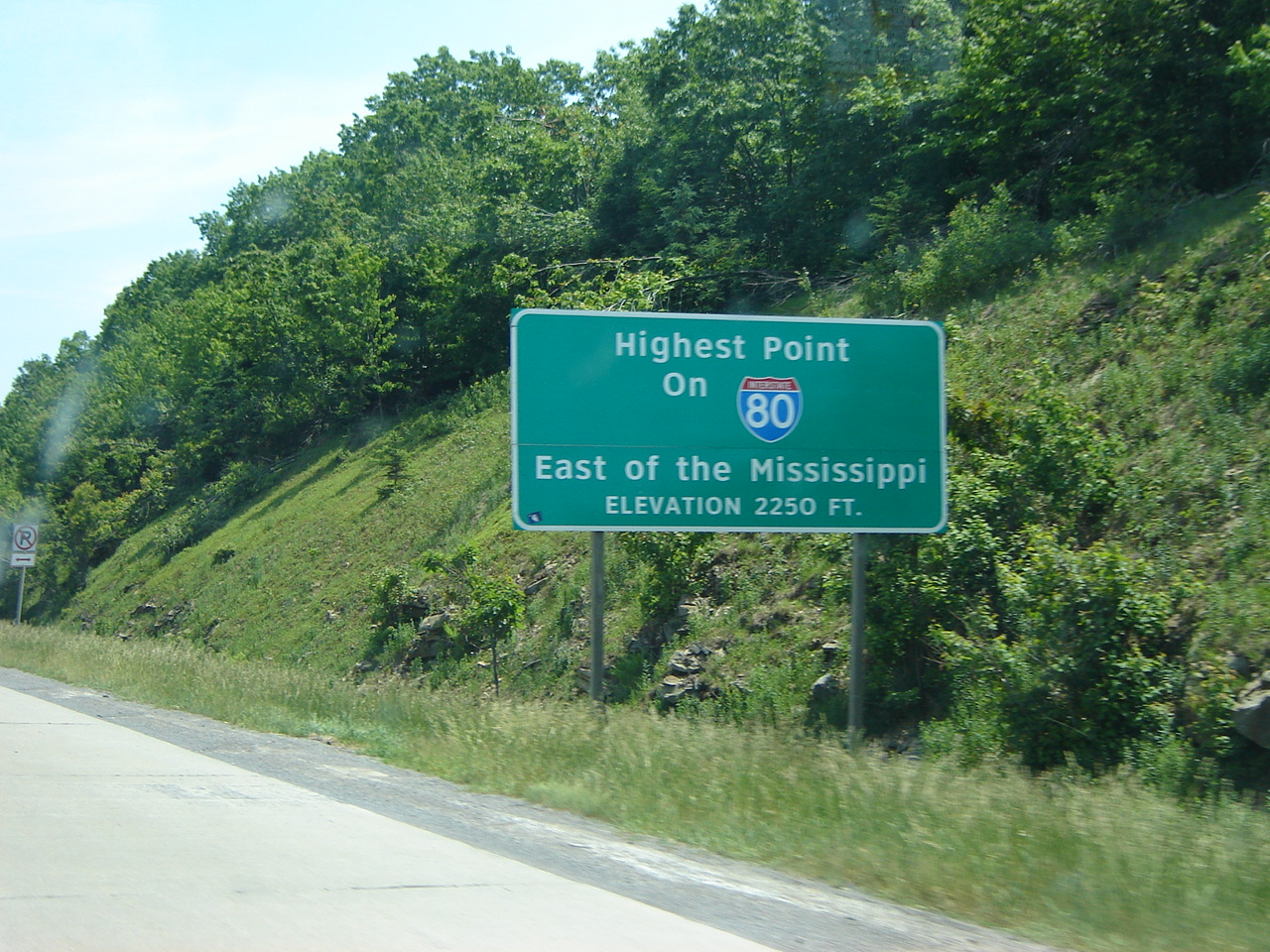
Il punto più elevato ad est del fiume Mississippi